# Дубенский, Александр Николаевич
 Александр Николаевич Дубенский  (30 августа 1850 — 29 января 1913) — генерал-лейтенант, член Опекунского совета Ведомства императрицы  Марии, помещик Пензенской губернии.

## Биография

Полковник А. Н. Дубенский

Родился 30 августа 1850 года. В 1855 году пожалован в пажи. В пажеский корпус поступил в 1865 году. 12 июля 1868 года из камер-пажей произведен корнетом в кавалергарды. В 1872 году произведен в поручики, а в 1874 году в штабс-ротмистры. С 25 августа 1876 года по 25 мая 1879 года командовал 4-м эскадроном.
В 1876 году произведен в ротмистры, а 30 марта  1878 году в полковники. С 3 июля 1880 года по 2 апреля 1881 года заведывал хозяйством. В 1883 году командирован в Дармштадт для поздравления принца Александра Гессен-Дармштадтского с пятидесятилетием службы. 12 мая 1885 года назначен адъютантом Великого Князя Михаила Николаевича.
30 августа 1890 года произведен в генерал-майоры, с зачислением в запас гвардейской кавалерии. В течение 1891 года прикомандирован к 1-й гвардейской кавалерийской дивизии. В 1895 году командирован в распоряжение командующего войсками Варшавского военного округа. 1 апреля 1896 года назначен командиром 1-й бригады 11-й кавалерийской дивизии.
14 ноября того же года перемещен на должность командира 2-й бригады 4-й кавалерийской дивизии. С 29 апреля 1897 года по 2 марта 1899 года командовал лейб-гвардейским гродненским гусарским полком, когда назначен командиром 2-й бригады гвардейской кавалерийской дивизии, с зачислением в списки лейб-гвардии гродненского полка.
17 мая 1900 года назначен командиром 1-й бригады 2-й гвардейской кавалерийской дивизии. 30 января 1902 года назначен начальником 2-й кавалерийской дивизии, с производством в генерал-лейтенанты. 31 марта 1905 года назначен начальником 1-й гвардейской кавалерийской дивизии. 10 февраля 1907 года назначен почетным опекуном. Скончался 29 января 1913 года.